# Fjodor Jemeljanenko
Fjodor Vladimirovitj Jemeljanenko (russisk: Фёдор Влади́мирович Емелья́ненко, tr. Fjodor Vladímirovitj Jemeljánenko; født 28. september 1976 i Rubezjnoje, Lugansk oblast, Ukrainske SSR, Sovjetunionen) er en russisk sværvægter Mixed Martial Arts (MMA) kæmper.[kilde mangler]
Han var verdensmester i sambobrydning fra 2002 til 2007.
Han bruger sangen "Enae Volare Mezzo" af det franske musikprojekt Era som temasang.[kilde mangler]